# Mistrzostwa Świata w Lekkoatletyce 2017 – skok w dal kobiet
Skok w dal kobiet – jedna z konkurencji technicznych rozgrywanych podczas lekkoatletycznych mistrzostw świata na Stadionie Olimpijskim w Londynie.

## Terminarz
| Data        | Godzina |            |
| ----------- | ------- | ---------- |
| 9 sierpnia  | 19:10   | Eliminacje |
| 11 sierpnia | 19:10   | Finał      |

## Rekordy
Tabela prezentuje rekord świata, rekordy poszczególnych kontynentów, mistrzostw świata, a także najlepszy rezultat na świecie w sezonie 2017 przed rozpoczęciem mistrzostw.
|                                                | Zawodnik             | Wynik | Miejsce     | Data                 |
| ---------------------------------------------- | -------------------- | ----- | ----------- | -------------------- |
| Rekord świata                                  | Galina Czistiakowa   | 7,52  | Leningrad   | 11 czerwca 1988(dts) |
| Listy światowe                                 | Brittney Reese       | 7,13  | Chula Vista | 17 czerwca 2017(dts) |
| Rekord mistrzostw świata                       | Jackie Joyner-Kersee | 7,36  | Rzym        | 4 września 1987(dts) |
| Rekord Afryki                                  | Chioma Ajunwa        | 7,12  | Atlanta     | 2 sierpnia 1996(dts) |
| Rekord Azji                                    | Yao Weili            | 7,01  | Jinan       | 5 czerwca 1994(dts)  |
| Rekord Ameryki Północnej, Środkowej i Karaibów | Jackie Joyner-Kersee | 7,49  | Nowy Jork   | 22 maja 1994(dts)    |
| Rekord Ameryki Południowej                     | Maurren Maggi        | 7,26  | Bogota      | 26 czerwca 1999(dts) |
| Rekord Europy                                  | Galina Czistiakowa   | 7,52  | Leningrad   | 11 czerwca 1988(dts) |
| Rekord Australii i Oceanii                     | Brooke Stratton      | 7,05  | Perth       | 12 marca 2016(dts)   |

## Minima kwalifikacyjne
Aby zakwalifikować się do mistrzostw, należało wypełnić minimum kwalifikacyjne wynoszące 6,75 (uzyskane w okresie od 1 października 2016 do 23 lipca 2017), z uwagi na małą liczbę zawodniczek z minimum, kolejne lekkoatletki zaproszono do występu w mistrzostwach na podstawie lokat na listach światowych.

## Rezultaty

### Eliminacje
Awans: 6.70 m (Q) lub 12 najlepszych rezultatów (q).
| Pozycja | Grupa | Zawodniczka         | Państwo                       | Runda | Runda | Runda | Wynik | Uwagi |
| Pozycja | Grupa | Zawodniczka         | Państwo                       | 1     | 2     | 3     | Wynik | Uwagi |
| ------- | ----- | ------------------- | ----------------------------- | ----- | ----- | ----- | ----- | ----- |
| 1       | A     | Darja Kliszyna      | Autoryzowani Neutralni Atleci | 6,51  | 6,66  | x     | 6,66  | q     |
| 2       | A     | Tianna Bartoletta   | Stany Zjednoczone             | 6,64  | x     | 6,48  | 6,64  | q     |
| 3       | B     | Lorraine Ugen       | Wielka Brytania               | 6,63  | x     | x     | 6,63  | q     |
| 4       | A     | Ivana Španović      | Serbia                        | 6,62  | r     | -2 !  | 6,62  | q     |
| 5       | A     | Lauma Grīva         | Łotwa                         | 6,50  | 6,58  | -     | 6,58  | q     |
| 6       | A     | Claudia Salman-Rath | Niemcy                        | x     | 6,42  | 6,52  | 6,52  | q     |
| 7       | A     | Chantel Malone      | Brytyjskie Wyspy Dziewicze    | 6,52  | x     | x     | 6,52  | q     |
| 8       | B     | Blessing Okagbare   | Nigeria                       | 6,21  | 6,51  | x     | 6,51  | q     |
| 9       | B     | Brittney Reese      | Stany Zjednoczone             | 6,50  | 6,46  | 6,47  | 6,50  | q     |
| 10      | A     | Alina Rotaru        | Rumunia                       | 6,23  | 6,50  | 6,45  | 6,50  | q     |
| 11      | B     | Brooke Stratton     | Australia                     | 6,43  | 6,46  | 6,43  | 6,46  | q     |
| 12      | B     | Eliane Martins      | Brazylia                      | 6,46  | 6,41  | x     | 6,46  | q     |
| 13      | A     | Shara Proctor       | Wielka Brytania               | 6,07  | 6,26  | 6,45  | 6,45  |       |
| 14      | A     | Quanesha Burks      | Stany Zjednoczone             | 6,12  | 6,04  | 6,44  | 6,44  |       |
| 15      | B     | Nektaria Panaji     | Cypr                          | 6,43  | 6,29  | 6,33  | 6,43  |       |
| 16      | B     | Khaddi Sagnia       | Szwecja                       | x     | x     | 6,42  | 6,42  |       |
| 17      | A     | Ese Brume           | Nigeria                       | 6,16  | 6,29  | 6,38  | 6,38  |       |
| 18      | A     | Maryna Bech         | Ukraina                       | 6,35  | 6,36  | 6,33  | 6,36  |       |
| 19      | B     | Christabel Nettey   | Kanada                        | 6,36  | 6,20  | 6,15  | 6,36  |       |
| 20      | A     | Jazmin Sawyers      | Wielka Brytania               | 6,17  | 5,98  | 6,34  | 6,34  |       |
| 21      | B     | Sha’Keela Saunders  | Stany Zjednoczone             | 6,25  | 6,32  | 6,24  | 6,32  |       |
| 22      | A     | Naa Anang           | Australia                     | 6,22  | 5,07  | 6,27  | 6,27  |       |
| 23      | B     | Alexandra Wester    | Niemcy                        | x     | 5,95  | 6,27  | 6,27  |       |
| 24      | B     | Laura Strati        | Włochy                        | 6,21  | x     | 6,19  | 6,21  |       |
| 25      | A     | Ksenija Balta       | Estonia                       | x     | 5,81  | 6,15  | 6,15  |       |
| 26      | B     | Chaido Aleksuli     | Grecja                        | x     | 5,94  | x     | 5,94  |       |
| 27      | B     | Angela Moroșanu     | Rumunia                       | 5,79  | 5,39  | 5,92  | 5,92  |       |
| 28      | B     | Bianca Stuart       | Bahamy                        | 4,25  | x     | 5,91  | 5,91  |       |
| 29      | B     | Jessamyn Sauceda    | Meksyk                        | 5,61  | 5,42  | 5,46  | 5,61  |       |
| 30      | A     | Rellie Kaputin      | Papua-Nowa Gwinea             | x     | 5,59  | x     | 5,59  |       |

### Finał
| Pozycja | Zawodniczka         | Państwo                       | Runda | Runda | Runda | Runda | Runda | Runda | Wynik | Uwagi |
| Pozycja | Zawodniczka         | Państwo                       | 1     | 2     | 3     | 4     | 5     | 6     | Wynik | Uwagi |
| ------- | ------------------- | ----------------------------- | ----- | ----- | ----- | ----- | ----- | ----- | ----- | ----- |
| 01 !    | Brittney Reese      | Stany Zjednoczone             | 6,75  | x     | 7,02  | x     | x     | x     | 7,02  |       |
| 02 !    | Darja Kliszyna      | Autoryzowani Neutralni Atleci | 6,78  | 6,88  | x     | 6,91  | 7,00  | 6,83  | 7,00  | SB    |
| 03 !    | Tianna Bartoletta   | Stany Zjednoczone             | 6,56  | 6,60  | x     | 6,64  | 6,88  | 6,97  | 6,97  |       |
| 4       | Ivana Španović      | Serbia                        | x     | 6,96  | 6,77  | x     | x     | 6,91  | 6,96  |       |
| 5       | Lorraine Ugen       | Wielka Brytania               | x     | x     | 6,72  | x     | x     | 6,40  | 6,72  |       |
| 6       | Brooke Stratton     | Australia                     | 6,27  | 6,54  | 6,67  | 6,55  | 6,67  | 6,64  | 6,67  |       |
| 7       | Chantel Malone      | Brytyjskie Wyspy Dziewicze    | 6,52  | 6,44  | 6,57  | x     | x     | 6,52  | 6,57  |       |
| 8       | Blessing Okagbare   | Nigeria                       | 6,40  | 6,55  | 6,47  | 6,49  | x     | 6,31  | 6,55  |       |
| 9       | Lauma Grīva         | Łotwa                         | 6,54  | x     | 6,42  |       |       |       | 6,54  |       |
| 10      | Claudia Salman-Rath | Niemcy                        | 6,39  | 6,29  | 6,54  |       |       |       | 6,54  |       |
| 11      | Eliane Martins      | Brazylia                      | 6,52  | x     | x     |       |       |       | 6,52  |       |
| 12      | Alina Rotaru        | Rumunia                       | 6,29  | 6,20  | 6,46  |       |       |       | 6,46  |       |